# Мин, Андрей Егорович
Андрей Егорович Мин (нем. Mein; 1828—1886) — российский этнограф и математик, популяризатор естественно-научных знаний.

## Происхождение
В начале XIX века Д. М. Полторацкий пригласил в качестве инженера игольного завода в Истье Пронского уезда Рязанской губернии и управляющего имением Авчурино уроженца Шотландии Георга Мина (1757—1830). У него родились сыновья: Георгий (1815—1890), Дмитрий (1818—1885), Александр (1822—1889) и Андрей, а также дочь Анна (1822—1850) — в замужестве, Горонович.

## Биография
Андрей Егорович Мин родился в 1828 году. Также годом рождения указывается 1830-й год, но нужно учитывать, что: во-первых, его отец умер 18 июля 1830 года, а в Московский университет, на 2-е (физико-математическое) отделение философского факультета Московского университета, он поступил в 1847 году возрасте 19 лет. В 1851 году А. Е. Мин окончил университет со степенью кандидата.
Долгое время жил в Киеве, куда переехал по причине слабого здоровья. По возвращении в Москву в 1869 году получил должность заведующего акционерными документами при «Обществе Московско-Рязанской железной дороги», где и служил до самой смерти.
Андрей Егорович Мин был одарённым человеком, хорошим переводчиком и популяризатором естественно-научных знаний. Он много писал и переводил по вопросам естествознания, геологии, географии и астрономии. Сотрудничал в «Вестнике естественных наук» и «Москвитянине», где напечатал статью «Картины полярных стран». Он издал переводы сочинений: О. Митчеля, Г. Льюиса, Ч. Лайэлля, Сомервиля, Кэрби, Спенса и др.
Умер 10 (22) ноября 1886 года.